# Cinnamomum javanicum
Cinnamomum javanicum är en lagerväxtart som beskrevs av Carl Ludwig von Blume. Cinnamomum javanicum ingår i släktet Cinnamomum och familjen lagerväxter. Inga underarter finns listade i Catalogue of Life.